# Fedor Strahl
Fedor Strahl (* 10. Juli 1926 in Breslau; † 4. April 2009 in Isernhagen) war ein deutscher Unternehmer und Naturschützer.

## Leben
Strahl besuchte zunächst die Schule in Breslau, floh aber 1945 nach Bremen. Dort begann er eine landwirtschaftliche Lehre. Nach seinem Umzug nach Hannover legte er dort 1947 auf der Luther-Oberrealschule das Abitur ab. Danach studierte Strahl von 1953 bis 1957 an den Universitäten Köln und Würzburg Betriebswirtschaftslehre. In seiner Kölner Studienzeit wurde er Mitglied des damals dort ansässigen Corps Silesia Breslau. Das Studium schloss er mit der Prüfung zum Diplom-Kaufmann 1957 und der Promotion zum Dr. rer. pol. 1958 ab. Danach wurde er Unternehmer und Geschäftsführer der von seinem Vater gegründeten Lackfabrik und Chemische Fabrik Weserland KG.
Das besondere Engagement von Strahl galt dem Naturschutz. Hier war er langjähriger Vizepräsident des Bundesvorstands im Naturschutzbund Deutschland. Zur Förderung naturbegeisterter Jugendlicher stiftete er den Dr. Fedor C. Strahl Jugendnaturschutzpreis. Als Anerkennung für seine Tätigkeit um den Naturschutz wurde Strahl 1989 mit dem Bundesverdienstkreuz am Bande ausgezeichnet.